# كأس جورجيا 2014–15
كأس جورجيا 2014–15 هو الموسم 25 من كأس جورجيا. أقيم خلال الفترة 19 أغسطس 2014 وحتى 25 مايو 2015، وأشرف على تنظيمه اتحاد جورجيا لكرة القدم، وكان عدد الأندية المشاركة فيه 28، وفاز فيه نادي دينامو تبليسي.